# Эффект фрейминга
Эффект фрейминга (framing effect, от англ. frame рамка, обрамление) — когнитивное искажение, при котором форма подачи информации влияет на ее восприятие человеком. Так, одно и то же утверждение, в зависимости от формулировки и смысловых акцентов, может быть представлено как в негативном, так и в позитивном свете, в качестве выгоды или потери.

## История исследований
Роль эффекта фрейминга в процессе принятия решений первоначально была изучена Амосом Тверски и Даниелом Канеманом в 1981 году. В рамках этого исследования респондентам была представлена гипотетическая ситуация, в которой жизни 600 человек угрожала эпидемия. Участникам опроса предлагалось выбрать одну из двух программ для борьбы со смертельной болезнью. Условия были сформулированы следующим образом:
1. В случае принятия программы А, 200 человек будут спасены (72 % респондентов предпочли этот вариант);
2. Если будет проведена программа B, вероятность того, что 600 человек будут спасены составит 33 %, а что спасти не удастся никого — 66 % (этот вариант выбрали лишь 28 % респондентов).

Во втором случае описание перспектив, связанных с выбором той или иной программы, было изменено:
1. Если принимается программа С, 400 человек умрут (выбрали 22 % участников);
2. Если принимается программа D, вероятность того, что все выживут, составит 33 %, что погибнут — 66 % (выбрали 78 % респондентов).

Таким образом, одна и та же стратегия борьбы с эпидемией (А и С соответственно) по-разному воспринималась участниками исследования в зависимости от того, в каком ключе она была презентована. Когда акцент был сделан на негативном исходе (сколько человек погибнет), большинство респондентов предпочитали идти на риск. И, напротив, если речь шла о гарантированном спасении жизни 200 человек (позитивная формулировка), люди принимали решение не в пользу рискованного второго варианта.
Другим примером изучения данного явления может служить исследование Элизабет Лофтус и Джона Палмера 1974 года, целью которого было выяснить, как формулировка вопросов влияет на развитие ложных воспоминаний. В одном из экспериментов участникам было показано видео с автомобильными авариями, после чего людям был задан вопрос: «С какой скоростью ехали машины, когда столкнулись друг с другом?». В каждой группе вопросы немного отличались: глагол «столкнулись» заменялся на «врезались», «налетели», «задели» и «ударились». В результате было установлено, что изменения в постановке вопроса оказывали влияние на оценку скорости автомобилей, несмотря на то, что всем респондентам показывали один и тот же ролик.

### Классификация
Ряд ученых предлагают следующую классификацию эффектов обрамления: связанные с риском, атрибутивные и целевые. В первом случае акцент делается на том, как излагаемая информация влияет на решение людей идти на риск или, наоборот, избежать его. Второй тип фокусируется на характеристиках объекта описания и его соответствующей оценке, а третий — на возможных негативных или позитивных последствиях определенного действия (или бездействия).

## Критика концепции и способы преодоления эффекта фрейминга
Одним из поводов для критики концепции служит тенденция рассматривать влияние эффекта на принятие решений изолированно от контекста. Так, исследование Джеймса Дракмена показало, что некоторые широко известные эффекты фрейминга значительно ослабляются или вовсе исчезают, когда людям предоставляются заслуживающие доверия рекомендации и дополнительная информация. За основу одного из экспериментов автора был взят вышеупомянутый пример из исследования Тверски и Канемана, однако формулировка вопросов была изменена таким образом, чтобы они отражали позицию представителей политических партий (демократов и республиканцев). В итоге было установлено, что эффект фрейминга в данном случае носил условный характер, а его влияние на суждения людей значительно снижалось.
В работе Айанны Томас и Питера Миллара также была изучена возможность ослабления воздействия эффекта фрейминга на решения, принимаемые молодыми и пожилыми людьми. В процессе принятия решений респондентам предлагалось, среди прочего, выполнить задание на вычисление вероятности или начать рассуждать «с позиции ученого». Оказалось, что именно эти приемы способствовали преодолению эффекта обрамления. Таким образом, прямые или косвенные указания на необходимость аналитически проанализировать возможные альтернативы способствовали принятию людьми более объективных решений.
Преодолеть эффект фрейминга также можно, изложив суть проблемы на иностранном языке. В рамках такого подхода, несмотря на увеличение «когнитивной нагрузки», срабатывает механизм дистанцирования: эмоциональная связь с иностранным языком у людей слабее, чем с родным — это позволяет респондентам принимать менее предвзятые решения.
Меньшее эмоциональное давление также объясняет ограничение эффекта фрейминга, когда человек принимает решение за других. Ряд экспериментов продемонстрировал, что респонденты, которые принимали финансовые решения за кого-либо, не были в той же мере подвержены данному явлению, в силу того, что последствия таких решений напрямую не затрагивали их самих.